# Mayda Insula
Mayda Insula je otok u Krakenovom moru, tekućem tijelu sastavljenom uglavnom od metana, na Saturnovom najvećem mjesecu Titanu. Mayda Insula je prvi otok (insula) nazvan na planeti ili mjesecu koji nije Zemlja.

## Otkriće i imenovanje
Svemirska letjelica Cassini-Huygens je otkrila Mayda Insulu. Ime otoka 11. travnja 2008. je odobrila Radna skupina Međunarodne astronomske unije za imenovanje planetarnih sustava, te je pritom otok postao prvi imenovani otok na planetarnom tijelu osim Zemlje i najveći. NASA, međutim, primjećuje da mogućnost da je Mayda Insula zapravo poluotok (tj. kopno povezano kopnom) ne može biti do kraja isključena. Svi otoci na Titanu nazvani su po legendarnim otocima, a "Mayda Insula" potječe od legendarnog otoka Mayda za kojeg se mislilo da postoji u sjeveroistočnom Atlantskom oceanu. Ime je odobreno istog dana kao i imena Krakenovog i Ligejskog mora.

## Karakteristike
Mayda Insula leži na sjevernom kraju Krakenovog mora, u blizini Titanovog sjevernog pola. Otok ima najsjeverniju zemljopisnu širinu od 80,3 stupnja sjeverno i najjužniju geografsku širinu od 77,4 stupnja sjeverno; Ima najzapadniju zapadnu dužinu od oko 321,2 stupnja zapadne i najdublju istočnu zemljopisnu širinu od 302,7 stupnjeva. Otok je 168 kilometara širok na najširem mjestu. Dimenzije mu su otprilike 90x150 kilometara, otprilike iste veličine kao i Veliki otok Havaja.
Najviša točka unutrašnjosti Mayda Insula iznosi otprilike 1,200 metara iznad njegove obale. Nagibi su relativno blagi u prosjeku oko 1,5 stupnjeva, iako se na nekim mjestima mogu približiti do 5 stupnjeva. Radarske slike Titanove površine pokazuju da obale Mayda Insula pokazuju dokaze da ih je mijenjao fluvijalni i lakustrinski proces. Analize ovih fluvijalnih značajki sugeriraju da je oko 2 km3 materijala erodirano od Mayda Insule i nanijet drugdje u slivu Krakenovog mora.